# 在日ポルトガル人
在日ポルトガル人（ざいにちポルトガルじん）は、日本に一定期間在住するポルトガル国籍の人々である。

## 統計
日本の法務省の在留外国人統計によると、2022年12月末時点で在日ポルトガル人は785人である。
在留資格別（4位まで）
| 順位 | 在留資格                 | 人数 |
| ---- | ------------------------ | ---- |
| 1    | 永住者                   | 202  |
| 2    | 技術・人文知識・国際業務 | 133  |
| 3    | 技能                     | 112  |
| 4    | 留学                     | 86   |
| 5    | 日本人の配偶者           | 81   |

都道府県別（3位まで）
| 順位 | 都道府県   | 人数 |
| ---- | ---------- | ---- |
| 1    | 東京       | 268  |
| 2    | 未定・不詳 | 117  |
| 3    | 神奈川     | 69   |
| 4    | 大阪       | 43   |
| 5    | 千葉       | 37   |
| 6    | 愛知       | 37   |

## 著名人
- ペドロ・コスタ
- パウロ・フットレ
- カルロス・ケイロス
- リカルド・フェリペ・ダ・シルバ・ブラガ
- ウーゴ・ヴィエイラ